# Mindorokuckuck
Der Mindorokuckuck (Centropus steerii) ist eine seltene Kuckucksart aus der Gattung der Spornkuckucke (Centropus). Er ist endemisch auf der philippinischen Insel Mindoro. Benannt ist die Art nach dem US-amerikanischen Ornithologen Joseph Beal Steere.

## Beschreibung
Der Mindorokuckuck ist ein großer Kuckuck, bei dem die Weibchen etwas größer werden, als die Männchen. Das Weibchen erreicht eine Größe von 49,5 Zentimetern und eine Flügellänge von 16 Zentimetern. Das Männchen wird etwa 43 Zentimeter groß und hat eine Flügellänge von 15,5 Zentimetern. Kopf und Haube sind glänzend schwarz. Das übrige Gefieder ist bräunlich. Der Schwanz ist glänzend grünschwarz. Der Schnabel und die Beine sind schwarz. Die Augen sind braun.

## Verbreitung
In der Vergangenheit war der Mindorokuckuck auf ganz Mindoro verbreitet, heute gibt es nur noch drei Populationen in Siburan, Puerto Galera und Malpalon. Sein Lebensraum sind Dipterocarpaceen-Wälder in Höhenlagen bis 760 m.

## Gefährdung
Der Mindorokuckuck ist durch die Lebensraumzerstörung sehr selten geworden. BirdLife International schätzt den Bestand derzeit auf weniger als 250 Individuen und klassifiziert die Art in die Kategorie „vom Aussterben bedroht“. Die Regenwälder auf Mindoro sind durch Brandrodung stark fragmentiert worden und bedecken heute nur noch eine Fläche von 120 km². Als weitere Gefährdung gelten die Rodung der Rattanpalmen für die Rattanherstellung und Sprengungen für den Marmorabbau.